# مؤسسة موانئ البحر العربي اليمنية
مؤسسة موانئ البحر العربي اليمنية (بالإنجليزية: Yemen arabian sea Ports corpration)‏ هي مؤسسة حكومية يمنية تابعة لوزارة النقل، أنشأت المؤسسة في 2007 لإدارة الموانئ البحرية في البحر العربي وهي ميناء المكلا وميناء سقطرى وميناء نشطون، التي كانت تتبع سابقاً مصلحة الموانئ اليمنية – عدن.

## موانئ
|   | الميناء      | المحافظة            | القدرة الاستيعابية في سنة | العمق      |
| - | ------------ | ------------------- | ------------------------- | ---------- |
| 1 | ميناء المكلا | محافظة حضرموت       |                           | 8.5 متر    |
| 2 | ميناء نشطون  | محافظة المهرة       |                           | 7 متر      |
| 3 | ميناء سقطرى  | محافظة أرخبيل سقطرى |                           | 4.5 -6 متر |

## موانئ قيد الدراسة والإنشاء
|   | الميناء            | المحافظة            | القدرة الاستيعابية في سنة | العمق      |
| - | ------------------ | ------------------- | ------------------------- | ---------- |
| 1 | ميناء قنا          | محافظة شبوة         |                           | 18 متر     |
| 2 | ميناء خلفوت        | محافظة المهرة       |                           | 15 متر     |
| 3 | ميناء قرمه         | محافظة أرخبيل سقطرى |                           |            |
| 4 | ميناء الضبه        | محافظة حضرموت       |                           | 12 - 16متر |
| 5 | ميناء بروم التجاري | محافظة حضرموت       |                           | 14 متر     |

## وصلات خارجية
- الموقع الرسمي